# Alois Burgstaller (Politiker)
Alois Burgstaller (* 25. März 1874 in Weilbach, Oberösterreich; † 17. September 1942 ebenda) war ein österreichischer Bauer, Gastwirt und christlichsozialer Politiker.

## Leben
Nach dem Besuch der Volksschule und der Müllereifachschule in Zürich arbeitete Burgstaller als Müller in Deutschland, Ungarn und Wien und übernahm 1900 nach dem Tode seines Vaters das väterliche Gasthaus. Er wurde Bezirksobmann des Bauernbundes und zwischen 1923 und 1931 Dritter Bundesobmann-Stellvertreter. Von 1924 bis 1928 war er Bürgermeister von Weilbach, im österreichischen Nationalrat vertrat er die Christlichsoziale Partei in der Zeit von 1920 bis 1934.